# 김진욱 (1960년)
김진욱(金鎭旭, 1960년 8월 5일 ~ )은 전 KBO 리그 OB 베어스, 쌍방울 레이더스의 투수이다. 그의 여동생은 드라마 작가인 김진숙이다.

## 아마추어 시절
북일고등학교 야구부의 창단 멤버였으며, 동아대학교 경영학과(1980학번) 진학 후 1984년 졸업했다.

## 선수 시절

### OB 베어스시절
1984년에 1차 15순위 지명을 받아 입단했는데 1989년에 6폭투로 1982년 이광권, 1986년 김기태와 함께 역대 잠수함 투수 최다 폭투를 기록했다.

### 쌍방울 레이더스시절
1993년에 입단하였다. 현역 시절 선동열과의 통산 대결 전적 2승 1무로 선동열의 천적으로 널리 알려졌다. 부상으로 인해 현역에서 일찍 은퇴했다. 통산 53승 71패, 16세이브, 3점대 평균자책점을 기록했다.

## 야구선수 은퇴 후
은퇴 후 주위의 권유로 대만 프로 야구에 도전했지만 6개월 동안 제대로 활동하지 못하고 복귀했다. 귀국 후 친형이 운영하는 일식집에서 일했으나, 교통 사고를 당한 후 지도자로 전향해 1998년에 분당중앙고등학교의 야구부 감독으로 활동했다. 2007년에 당시 두산 베어스 감독이었던 김경문의 부름을 받아 친정 팀 코치로 복귀했고, 2011년에는 투수 노경은, 김창훈의 부활에 도움을 주는 등 소통 능력을 인정받았다. 2011년 10월 9일 두산 베어스와 계약 기간 3년, 계약금 2억원, 연봉 2억원의 조건으로 감독 계약을 체결했다. 2012년에 두산 베어스의 제 8대 감독으로 취임해 정규 리그 3위를 기록했다. 취임 각오는 '소통하는 팀', '깨끗한 팀', '기존 팀 컬러를 이어가는 팀' 등이었다. 2012년 시즌 전 정명원을 영입해 노경은, 이용찬을 성장시켜 투수 조련에 대해 좋은 평가를 받았다. 하지만 감독 첫 해인 2012년 시즌에 타자 기용 및 운용에는 많은 문제점을 드러냈다. 포스트 시즌에서는 이해할 수 없는 투수 교체 등 작전을 내려 비난을 많이 받았다. 또한 '삼진을 당하지 않으면 타율이 2푼 올라간다', '2루타가 홈런보다 좋다'라는 타격 이론도 비판을 받았다. 팀에서 두 자릿수 홈런을 기록한 선수가 윤석민밖에 없었고 규정 타석을 채워 3할을 친 선수가 없었다. 2013년 시즌 전 당시 수석코치였던 이토 쓰토무가 지바 롯데 마린스의 감독으로 취임하고 배터리 코치였던 고마키 유이치가 팀을 떠나 수석코치는 황병일, 배터리코치는 강성우, 2군 감독은 송일수를 영입했다. 김민호 등 3명을 내보내고 투수코치 가득염, 3루/수비코치는 조원우 등 총 9명의 코치를 영입했다. 시즌 초반을 호기롭게 시작했으나 애매한 투수 운용으로 5월까지 4위에 머물렀고, 6월에 6위까지 떨어졌다. 그러나 유희관, 이종욱, 김현수, 김재호 등의 활약해 리그 팀 타율 1위를 기록하며 정규 시즌을 4위로 마감했고, 감독 부임 후 처음으로 한국시리즈에 진출했다. 2013년 한국시리즈에서는 삼성 라이온즈와 7차전까지 가는 접전 끝에 3승 4패를 기록하며 준우승에 머물렀다. 결국 한국시리즈에서 3승 1패로 우세한 상황에서 내리 3연패를 당해 승부사 기질 부족이라는 이유로 프런트와 마찰을 크게 빚어 감독직에서 물러났다. 후임으로는 당시 2군 감독이었던 송일수가 선임되었다.
스카이 스포츠에서 해설위원으로 활동한 후, 구단의 요청을 수락하고 2016년 10월 14일에 kt 위즈와 계약 기간 3년 총액 12억원의 조건으로 계약하며 제 2대 감독으로 선임됐다. 하지만 2018년 10월 18일에 성적 부진으로 자진 사퇴했다.

## 해설가 경력
2015년 3월 28일에 스카이 스포츠의 야구 해설위원으로 영입되어 2016년까지 활동했다.
2022년 아시안 게임에서는 양준혁과 함께 TV조선의 야구 해설위원을 맡았다.

## 출신 학교
- 영천중앙초등학교
- 영천중학교 → 춘천중학교(전학)[14]
- 북일고등학교
- 동아대학교 경영학과 (1980학번)

## 에피소드
- 1988년 시즌 개막전 선발로 예고된 투수가 그였으나, 경기 직전 훈련 중 동료 김광림이 친 타구에 급소를 맞는 바람에 장호연이 대신 등판했다. 장호연은 이 경기에서 99구를 투구하는 동안 사사구를 3개만 내주며 노히트노런을 달성했다.
- 2017년 4월 9일 삼성 라이온즈와의 경기에서 비디오 판독 결과에 항의하다가 시즌 첫 퇴장을 당했다.
- 2018년 9월 15일 두산 베어스와의 경기에서도 비디오 판독 결과에 항의하다가 퇴장을 당했다.

## 별명
- 평상시 커피를 상당히 좋아하고 많이 마셔서 '김커피'라고 불린다.
- 커피와 감독님을 들리는 대로 쓴 '감동님'을 합쳐 '커동님'이라고 불린다.

## 통산 기록
| 연도 | 팀명   | 평균자책점 | 경기 | 완투 | 완봉 | 승 | 패 | 세 | 홀 | 승률  | 타자 | 이닝  | 피안타 | 피홈런 | 볼넷 | 사구 | 삼진 | 실점 | 자책점 |
| ---- | ------ | ---------- | ---- | ---- | ---- | -- | -- | -- | -- | ----- | ---- | ----- | ------ | ------ | ---- | ---- | ---- | ---- | ------ |
| 1984 | OB     | 3.05       | 25   | 5    | 1    | 6  | 11 | 2  | 0  | 0.353 | 508  | 118   | 107    | 5      | 58   | 10   | 43   | 53   | 40     |
| 1985 | OB     | 3.02       | 30   | 4    | 2    | 10 | 8  | 0  | 0  | 0.556 | 605  | 143   | 134    | 7      | 55   | 10   | 57   | 56   | 48     |
| 1986 | OB     | 4.08       | 28   | 1    | 0    | 4  | 6  | 3  | 0  | 0.400 | 357  | 81.2  | 81     | 4      | 41   | 3    | 41   | 43   | 37     |
| 1987 | OB     | 2.57       | 32   | 7    | 2    | 4  | 7  | 6  | 0  | 0.364 | 601  | 150.1 | 120    | 3      | 58   | 3    | 81   | 49   | 43     |
| 1988 | OB     | 3.10       | 29   | 5    | 2    | 11 | 8  | 2  | 0  | 0.579 | 559  | 139.1 | 116    | 6      | 45   | 8    | 73   | 52   | 48     |
| 1989 | OB     | 3.35       | 33   | 8    | 4    | 11 | 9  | 3  | 0  | 0.550 | 649  | 158.1 | 130    | 7      | 59   | 12   | 95   | 63   | 59     |
| 1990 | OB     | 6.66       | 18   | 1    | 0    | 2  | 12 | 0  | 0  | 0.143 | 356  | 78.1  | 90     | 6      | 35   | 7    | 38   | 63   | 58     |
| 1991 | OB     | 5.86       | 9    | 1    | 1    | 2  | 6  | 0  | 0  | 0.250 | 162  | 35.1  | 39     | 2      | 20   | 3    | 13   | 25   | 23     |
| 1992 | OB     | 4.52       | 17   | 1    | 0    | 3  | 4  | 0  | 0  | 0.429 | 302  | 69.2  | 68     | 5      | 29   | 4    | 48   | 38   | 35     |
| 1993 | 쌍방울 | 7.27       | 10   | 0    | 0    | 0  | 0  | 0  | 0  | 0.000 | 83   | 17.1  | 25     | 3      | 7    | 2    | 6    | 17   | 14     |
| 통산 | 10시즌 | 3.68       | 231  | 33   | 12   | 53 | 71 | 16 | 0  | 0.427 | 4182 | 991.1 | 910    | 48     | 407  | 62   | 495  | 459  | 405    |

## 참조
1. ↑  서지영 (2012년 2월 15일). “[Who+②] 김진욱 감독 “두산의 야구, 그 전통을 이어가고 싶어요””. 일간스포츠. 2018년 12월 21일에 확인함.
2. ↑  “개인성적”. 한국야구위원회. 2015년 4월 1일. 411면. 2019년 2월 4일에 원본 문서에서 보존된 문서. 2019년 12월 9일에 확인함.
3. ↑  프로야구 사령탑, 얽히고 설킨 긴 인연 짧은 인연 보관됨 2013-10-29 - 웨이백 머신 - 한국일보
4. ↑  "중앙선을 넘었다. 그리고 다시 야구로 넘어왔다" - 조선일보
5. ↑  두산 "김진욱 감독 소통력 높게 평가" - 연합뉴스
6. ↑  두산 신임 감독에 김진욱 투수코치 보관됨 2013-10-29 - 웨이백 머신 《한국일보》, 2011년 10월 9일
7. ↑  김진욱 두산 감독 선임 “강한 팀, 깨끗한 야구 펼치겠다” 보관됨 2013-10-29 - 웨이백 머신《서울신문》, 2011년 10월 9일
8. ↑  김진욱 감독, 사흘 전 구단 수뇌부와 대판 싸웠다더니… - 스포츠동아
9. ↑  왜 두산은 김진욱 감독을 전격 경질했나 보관됨 2013-07-26 - 웨이백 머신 - 스포츠조선
10. ↑  “[오피셜]  김진욱, kt와 3년 총액 12억원 계약, 네이버 스포츠”. 2019년 8월 13일에 원본 문서에서 보존된 문서. 2016년 10월 14일에 확인함.
11. ↑  KT 김진욱 감독 사퇴...이숭용 신임 단장이 새 감독 물색 - 중앙일보
12. ↑  해설위원으로 변신한 김진욱 전 감독, "야구장 공기가 참 좋네요" 보관됨 2015-04-02 - 웨이백 머신 - 스포츠서울
13. ↑  TV조선, 아시안게임 전 종목 중계…박세리·양준혁·하승진 출격 - TV조선
14. ↑  김교성 (2011년 11월 21일). “체력도 짱! 공부도 짱!… 영천중학교 스포츠클럽 활동”. 매일신문. 2023년 9월 21일에 확인함.